# 平戸のジャンガラ
平戸のジャンガラ（ひらどのジャンガラ）は、長崎県平戸市に伝わる念仏踊り。毎年8月14日から8月18日にかけて奉納される。
豊作と雨乞いを祈願する伝統行事にして、先祖供養の盆踊りも兼ねている。ジャンガラは「自安和楽」あるいは「自安神楽」などと表記され、『甲子夜話』（1821年）によれば、その名称は囃子の鉦の音（ジヤン）と太鼓の音（グワラ）に由来するという。踊り手は浴衣姿で菅笠をかぶり、腰に小さな太鼓を付けて踊るが、このとき「ホーナゴ、ホーミデーテ（穂長う、穂も実も出て）」なる囃子言葉が唱えられる。平戸市内の9地区（平戸・中野・宝亀・紐差・根獅子・津吉・中津良・大志々伎・野子）において古くから伝承されており、国の重要無形民俗文化財に指定されている。もともとは島の南部にある志々伎神社で豊年祈願として行われていたものが、全島に広がった 。
なお、福島県いわき市にも同名の踊り（じゃんがら念仏踊り）が伝わっている。